# Keith Scott (guitarist)
 For alternative betydninger, se Keith Scott. (Se også artikler, som begynder med Keith Scott)
Keith Douglas Scott (født 20. juli 1954) er en canadisk guitarist. Han er bedst kendt for sit mangeårige samarbejde med Bryan Adams. Han har også arbejdet sammen med Cher, Tina Turner, Bryan Ferry, Tom Cochrane m.fl.

## Eksterne links
- Keith Scott Fan Club